# Renato Júnior
Renato Barbosa dos Santos Júnior, noto semplicemente come Renato Júnior (San Paolo, 5 giugno 2002), è un calciatore brasiliano, attaccante del Viborg.

## Caratteristiche tecniche
È un centravanti.

## Carriera
Cresciuto nel settore giovanile dell'Água Santa, debutta in prima squadra il 4 novembre 2020 in occasione del match di Copa Paulista perso 2-1 contro il Nacional-SP. Nel 2021, dopo aver realizzato 4 reti in 17 incontri nel Campeonato Paulista Série A2 viene acquistato in prestito dal Portimonense.

## Statistiche

### Presenze e reti nei club
Statistiche aggiornate al 31 luglio 2021.
| Stagione        | Squadra         | Campionato      | Campionato | Campionato | Coppe nazionali | Coppe nazionali | Coppe nazionali | Coppe continentali | Coppe continentali | Coppe continentali | Altre coppe | Altre coppe | Altre coppe | Totale | Totale |
| Stagione        | Squadra         | Comp            | Pres       | Reti       | Comp            | Pres            | Reti            | Comp               | Pres               | Reti               | Comp        | Pres        | Reti        | Pres   | Reti   |
| --------------- | --------------- | --------------- | ---------- | ---------- | --------------- | --------------- | --------------- | ------------------ | ------------------ | ------------------ | ----------- | ----------- | ----------- | ------ | ------ |
| 2020            | Água Santa      |                 | -          | -          |                 | -               | -               |                    | -                  | -                  | CP          | 6           | 2           | 6      | 2      |
| 2021            | Água Santa      | A2/SP           | 17         | 4          |                 | -               | -               |                    | -                  | -                  |             | -           | -           | 17     | 4      |
| 2021-2022       | Portimonense    | PL              | 4          | 0          | CP+CdL          | 0+2             | 0               |                    | -                  | -                  |             | -           | -           | 6      | 0      |
| Totale carriera | Totale carriera | Totale carriera | 21         | 4          |                 | 2               | 0               |                    | -                  | -                  |             | 6           | 2           | 29     | 6      |